# John Wenlock
John Wenlock, né vers 1400 ou 1404 et mort le 4 mai 1471, 1er baron Wenlock, est un homme d'État et militaire anglais ayant combattu lors de la guerre des Deux-Roses.

## Biographie
John Wenlock participe à l'invasion de la France par Henri V d'Angleterre et est nommé constable de Vernon en 1422. Après son retour en Angleterre, en 1433, il siège au Parlement et est nommé speaker de la Chambre des communes en 1455. Entré au service Marguerite d'Anjou, il devient son chambellan vers 1450.
Lors de la guerre des Deux-Roses, il combat d'abord pour la Maison de Lancastre mais ses bonnes relations avec Richard Neville le font passer du côté de la Maison d'York, pour laquelle il combat de la bataille de Blore Heath (1459) à celle de Towton (1461). Il est fait chevalier de l'ordre de la Jarretière peu après cette dernière bataille et est élevé au rang de baron par Édouard IV d'Angleterre. En 1464, il participe à la prise du château de Dunstanburgh par les Yorkistes.
Lorsque Neville rallie les Lancastre, Wenlock le suit peu après. Il commande ainsi le centre de l'armée lancastrienne à la bataille de Tewkesbury. Selon les récits de l'époque, il aurait été tué à la fin de la bataille d'un coup de hache dans la tête par Edmond Beaufort car celui-ci le rendait responsable de la défaite par son manque de soutien dans l'action. Wenlock ne laisse pas de descendance.
John Wenlock a fait construire le château de Someries (près de Luton, dans l'actuel Bedfordshire) ; son fantôme est réputé hanter le château.